# Saint-Paul-d’Uzore
Saint-Paul-d’Uzore település Franciaországban, Loire megyében. Lakosainak száma 194 fő (2022. január 1.). Saint-Paul-d’Uzore Montverdun, Chalain-d’Uzore, Champdieu, Savigneux és Mornand-en-Forez községekkel határos.

## Népesség
A település népessége az elmúlt években az alábbi módon változott:
| Lakosok száma | 136  | 117  | 95   | 121  | 150  | 161  | 170  | 174  | 181  | 194  |
|               | 1968 | 1982 | 1990 | 2006 | 2013 | 2015 | 2017 | 2019 | 2020 | 2022 |